# Morani (famiglia)

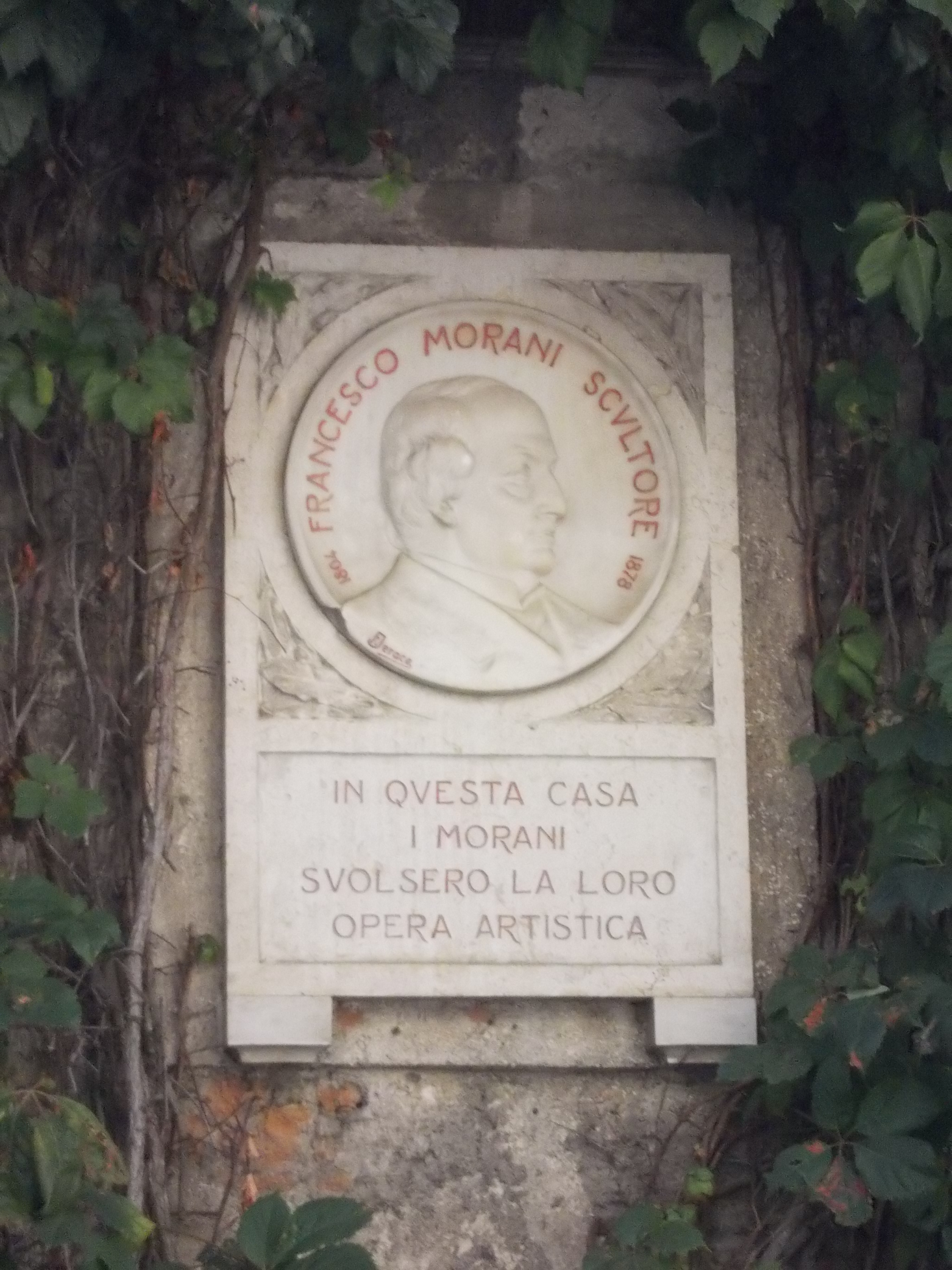
Francesco Morani scultore figlio di Fortunato.

I Morani o Morano furono una famiglia polistenese di pittori e scultori attivi tra il XVIII e il XX secolo.

## Fortunato Morano
Fortunato Morano, (San Pietro di Caridà 1773 - Polistena 1836)  fu membro di una famiglia di decoratori di San Pietro di Caridà che operava già nel corso del XVIII secolo. Secondo il costume del tempo, diede vita ad una bottega d'arte, in cui si svolgeva la sua attività. Trasferitosi a Polistena, prese parte al più generale fermento artistico e culturale che rivitalizzò la zona della Calabria nell'area di Vibo, dopo la distruzione del terremoto del 1783. Questo rinnovato clima culturale era in larga parte generato dal gruppo di artisti il cui fulcro era l'archeologo ed erudito Vito Capialbi.
La facciata del Santuario di Maria Santissima dell'Itria di Polistena, fu realizzata su progetto di Francesco Morani n. nel 1804, l’edificio originario fu distrutto dal terremoto del 1783.
Opera di Fortunato Morani e la statua lignea della Madonna del Rosario di Cittanova nella chiesa Santuario di Maria Santissima del Rosario, statua, tuttavia attribuita da alcuni studiosi a Domenico De Lorenzo.

## I discendenti di Fortunato

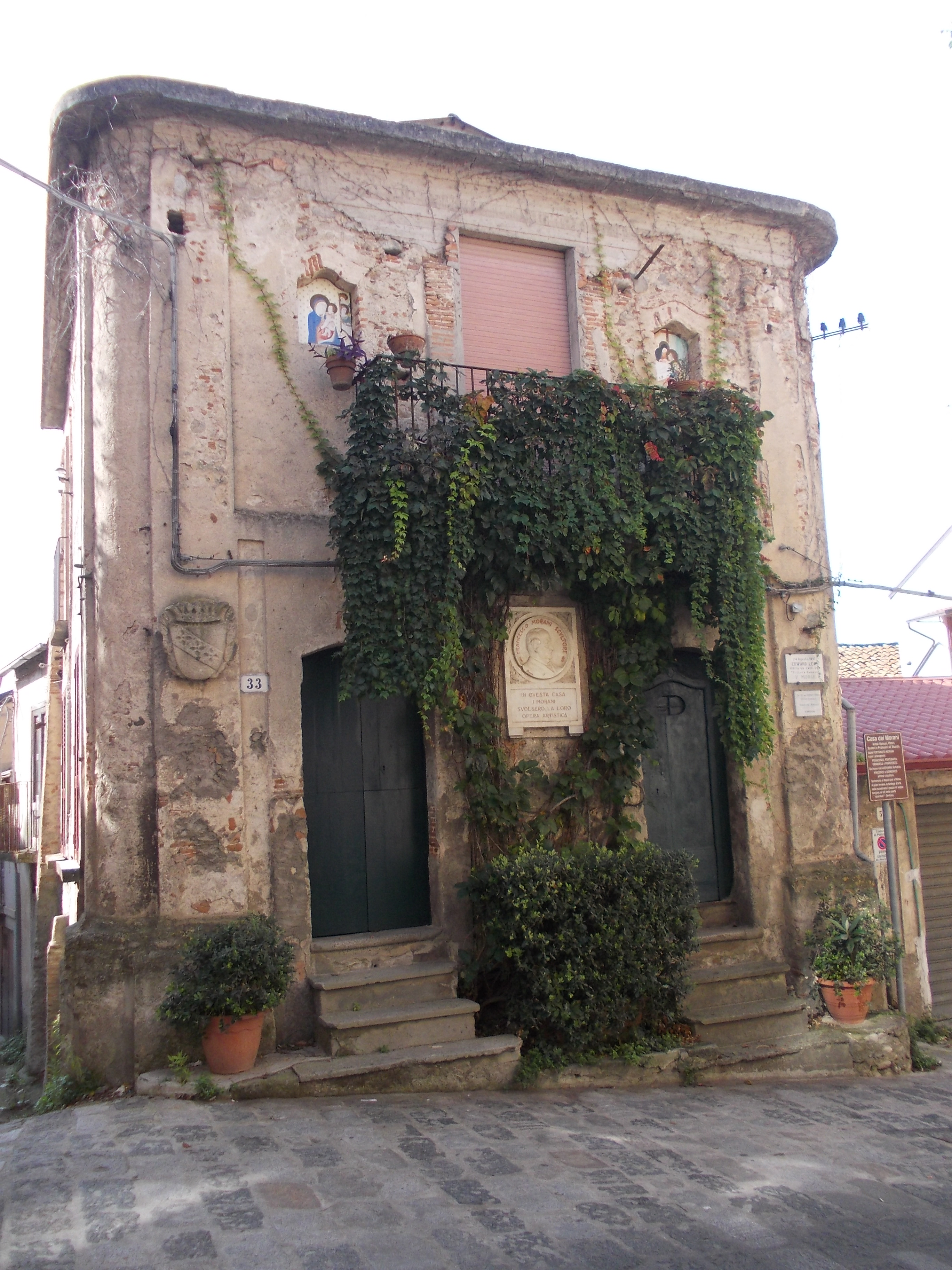
Casa natale dei Morani a sinistra lo stemma di famiglia.

Francesco, Vincenzo, Domenico e Giovanni, figli di Fortunato e di Pasqualina Mamone, si formarono nella bottega del padre.

Francesco, il primogenito, nato nel 1804 a Polistena, che morì a Polistena nel 1878, si specializzò in opere devozionali e realizzò sculture e decorazioni per diverse chiese della zona di Reggio Calabria e Sicilia. Si ricordano in particolare una statua e gli stucchi nella Chiesa di San Francesco di Paola e le decorazioni della Chiesa di Maria Santissima del SS. Rosario di Polistena - a cui lavorò insieme ai figli Fortunato, Vincenzo, Emanuele e al fratello Vincenzo.
Vincenzo, nato a Polistena nel 1809, divenne un affermato pittore e decoratore. Si formò inizialmente nella bottega del padre e in seguito a Napoli. Mutò il cognome paterno in Morani, sia perché spesso i fratelli firmavano le proprie opere collettivamente ed erano conosciuti come "i Morani", sia per ricalcare i cognomi dei grandi artisti dell'epoca, molti dei quali terminanti con una i. Dopo aver raggiunto una certa notorietà nel regno borbonico si trasferì nel 1834 a Roma, dove visse e lavorò fino alla morte nel 1870. 

Ebbe un figlio, Alessandro, anch'egli pittore e decoratore.
Domenico, terzogenito di Fortunato, nacque a Polistena nel 1813 e si trasferì a Roma insieme al fratello Vincenzo; fu allievo di Pietro Tenerani e divenne uno scultore di opere in gesso e marmo di stile purista. Nella Basilica dei Santi XII Apostoli a Roma è conservata una statua di un angelo realizzata da Domenico nel 1842 per il sepolcro di Vincenzo Valentini. Nel 1843 realizzò due sculture raffiguranti Menandro e Hendel per il teatro di Villa Torlonia. Una sua statua raffigurante Silvia, personaggio dell'opera Aminta di Torquato Tasso, fu esposta a Firenze nel 1861. Nel Conservatorio di San Pietro a Majella a Napoli è infine conservato un suo busto raffigurante Vincenzo Bellini.

## I discendenti di Francesco
Mariarosa Morani, figlia di Francesco n, 1825 sposò Fortunato Jerace dando alla luce sette figli, tra cui Francesco, Vincenzo e Gaetano Jerace, che seguirono la vocazione artistica di famiglia. Francesco fu pittore e scultore e apprese i primi rudimenti artistici nello studio del nonno materno Francesco; Vincenzo fu uno scultore animalista ed è ricordato per la decorazione del palazzo del duca di Guardialombarda a Napoli; Gaetano fu un pittore specializzato in paesaggi e scorci marinari.